# Baron Aghrim
Baron Aghrim, of Aghrim in the County of Galway, war ein erblicher britischer Adelstitel, der zweimal in der Peerage of Ireland verliehen wurde.

## Verleihungen
Der Titel wurde erstmals am 13. April 1676 für Lord John Butler geschaffen. Gleichzeitig wurden ihm die übergeordneten Titel Earl of Gowran und Viscount Clonmore verliehen. Butler war ein jüngerer Sohn des James Butler, 1. Duke of Ormonde. Die Titel erloschen bereits im August 1677, als Butler kinderlos starb.
In zweiter Verleihung wurde der Titel am 4. März 1692 für den niederländischen Heerführer Godert de Ginkell neu, zusammen mit dem übergeordneten Titel Earl of Athlone. Dieser hatte in Irland, insbesondere in der Schlacht von Aughrim (1691), bedeutende Siege gegen die Jakobiten errungen. Die Titel erloschen beim Tod seines Ururenkels, des 9. Earls, am 21. Mai 1844.

## Liste der Barone Aghrim

### Barone Aghrim, erste Verleihung (1676)
- John Butler, 1. Earl of Gowran, 1. Baron Aghrim (1643–1677)

### Barone Aghrim, zweite Verleihung (1692)
- Godert de Ginkell, 1. Earl of Athlone (1644–1703)
- Frederick de Ginkell, 2. Earl of Athlone (1668–1719)
- Godert de Ginkell, 3. Earl of Athlone (1716–1736)
- Fredrick de Ginkell, 4. Earl of Athlone (1717–1747)
- Frederick de Ginkell, 5. Earl of Athlone (1743–1808)
- Frederick de Ginkell, 6. Earl of Athlone (1766–1810)
- Renaud de Ginkell, 7. Earl of Athlone (1773–1823)
- George de Ginkell, 8. Earl of Athlone (1820–1843)
- William de Ginkell, 9. Earl of Athlone (1780–1844)